# Umani (Panama)
Umani è un comune (corregimiento) della Repubblica di Panama situato nel distretto di Müna, comarca di Ngäbe-Buglé. Si estende su una superficie di 24,1 km² e conta una popolazione di 2.148 abitanti (censimento 2010).